# El fantasma de Canterville (canción)
«El fantasma de Canterville» es una canción compuesta por Charly García e interpretada originalmente por el cantautor argentino León Gieco, la cual forma parte del disco homónimo de Gieco, editado por Music Hall y lanzado en 1977. 
En 1994 la canción fue lanzada como sencillo para promocionar Desenchufado, el décimo álbum de estudio de León Gieco, que fue lanzado en ese mismo año por el sello EMI. Además se produjo y estrenó un video musical para acompañar el sencillo, el cual fue protagonizado por Gieco y dirigido por Jose Luis Massa.

## Músicos
- León Gieco: voz, guitarra acústica, charango y armónica.
- Oscar Moro: batería.
- Alfredo Toth: bajo y voz.
- Rodolfo Gorosito: guitarra eléctrica.
- Charly García: piano eléctrico, piano acústico, órgano y voz.
- Nito Mestre: voz, flauta traversa y flauta dulce.
- Vicente Buzzo: batería.
- Rubén Batán: bajo.
- Juan Carlos "Mono" Fontana: guitarra acústica.
- Roberto "Negro" Valencia: percusión.